# Rudi Völler
Rudolf 'Rudi' Völler (poreclit Tante Käthe (în română Mătușa Käthe), n. 13 aprilie 1960, Hanau, Republica Federală Germania, Germania) (pronunțat [ˈfœlɐ]) este un fost fotbalist internațional german și fost selecționer al naționalei Germaniei. El a câștigat ca jucător Campionatul Mondial de Fotbal din 1990 și ca antrenor a condus naționala Germaniei până în finala Campionatului Mondial de Fotbal din 2002.

## Statistici carieră

### Statistici carieră de club

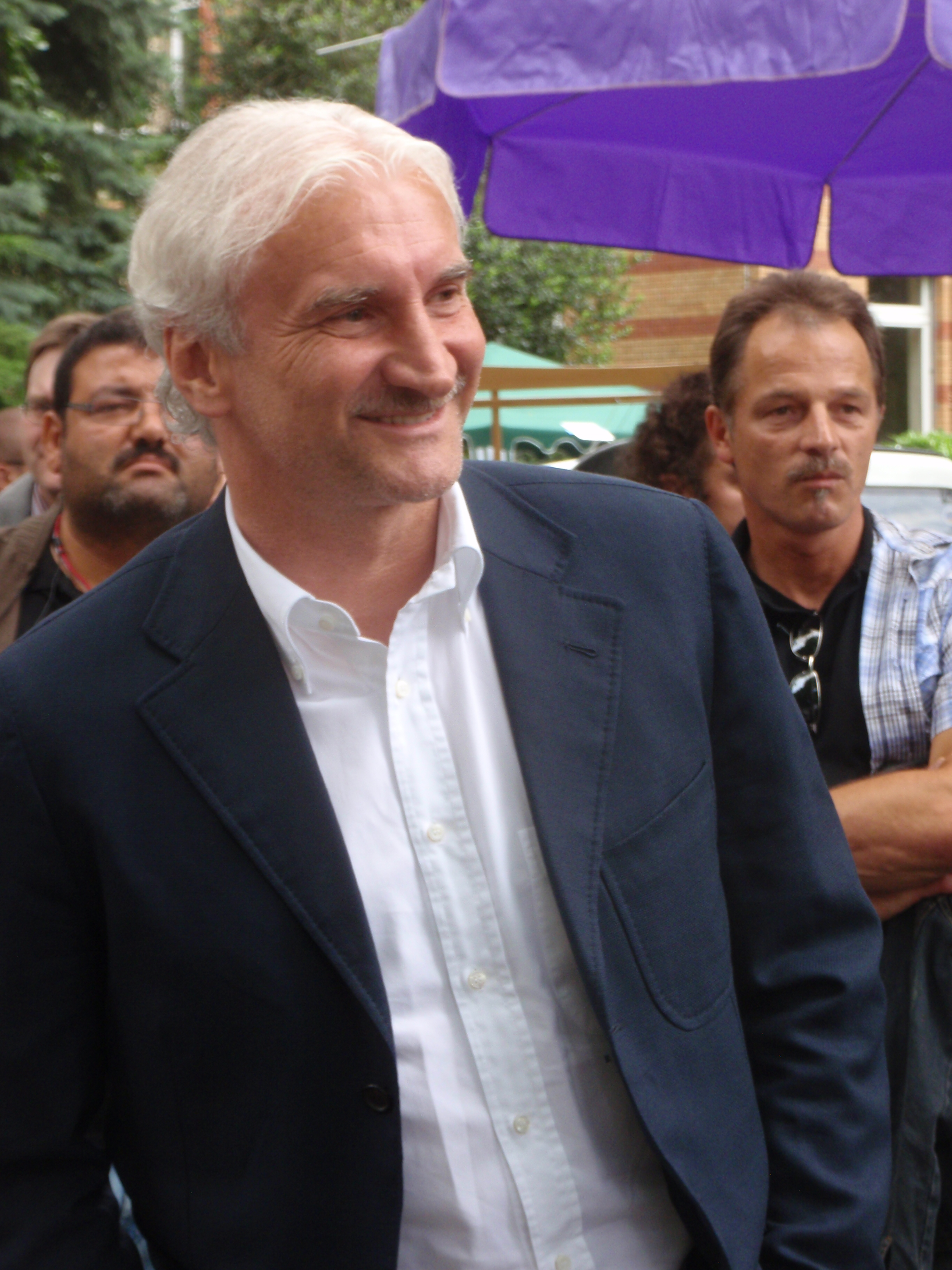
Rudi Völler (2009)

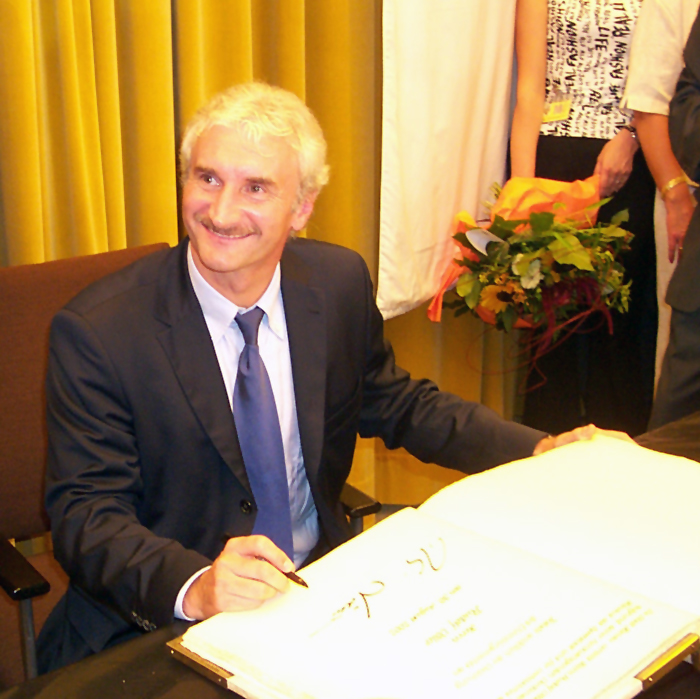
Rudi Völler semnează în cartea orașului Hanau.

|          |                     |               | Campionat | Campionat | Cupă            | Cupă            | Cupa Ligii        | Cupa Ligii        | Continental | Continental | Total   | Total  |  |
| Sezon    | Club                | Campionat     | Meciuri   | Goluri    | Meciuri         | Goluri          | Meciuri           | Goluri            | Meciuri     | Goluri      | Meciuri | Goluri |  |
| Germania | Germania            | Germania      |           |           | DFB-Pokal       | DFB-Pokal       | Altele            | Altele            | Europa      | Europa      | Total   | Total  |  |
| -------- | ------------------- | ------------- | --------- | --------- | --------------- | --------------- | ----------------- | ----------------- | ----------- | ----------- | ------- | ------ |  |
| 1977–78  | Kickers Offenbach   | 2. Bundesliga | 5         | 1         |                 |                 |                   |                   |             |             |         |        |  |
| 1978–79  | Kickers Offenbach   | 2. Bundesliga | 31        | 11        |                 |                 |                   |                   |             |             |         |        |  |
| 1979–80  | Kickers Offenbach   | 2. Bundesliga | 38        | 40        |                 |                 |                   |                   |             |             |         |        |  |
| 1980–81  | 1860 München        | Bundesliga    | 33        | 9         |                 |                 |                   |                   |             |             |         |        |  |
| 1981–82  | 1860 München        | 2. Bundesliga | 37        | 37        |                 |                 |                   |                   |             |             |         |        |  |
| 1982–83  | Werder Bremen       | Bundesliga    | 31        | 23        |                 |                 |                   |                   |             |             |         |        |  |
| 1983–84  | Werder Bremen       | Bundesliga    | 31        | 18        |                 |                 |                   |                   |             |             |         |        |  |
| 1984–85  | Werder Bremen       | Bundesliga    | 32        | 25        |                 |                 |                   |                   |             |             |         |        |  |
| 1985–86  | Werder Bremen       | Bundesliga    | 13        | 9         |                 |                 |                   |                   |             |             |         |        |  |
| 1986–87  | Werder Bremen       | Bundesliga    | 30        | 22        |                 |                 |                   |                   |             |             |         |        |  |
| Italia   | Italia              | Italia        |           |           | Coppa Italia    | Coppa Italia    | Cupa Ligii        | Cupa Ligii        | Europa      | Europa      | Total   | Total  |  |
| 1987–88  | Roma                | Serie A       | 21        | 3         |                 |                 |                   |                   |             |             |         |        |  |
| 1988–89  | Roma                | Serie A       | 29        | 10        |                 |                 |                   |                   |             |             |         |        |  |
| 1989–90  | Roma                | Serie A       | 32        | 14        |                 |                 |                   |                   |             |             |         |        |  |
| 1990–91  | Roma                | Serie A       | 30        | 11        |                 |                 |                   |                   |             |             |         |        |  |
| 1991–92  | Roma                | Serie A       | 30        | 7         |                 |                 |                   |                   |             |             |         |        |  |
| Franța   | Franța              | Franța        | League    | League    | Coupe de France | Coupe de France | Coupe de la Ligue | Coupe de la Ligue | Europe      | Europe      | Total   | Total  |  |
| 1992–93  | Olympique Marseille | Division 1    | 33        | 18        | 3               | 2               |                   |                   | 8           | 2           | 44      | 22     |  |
| 1993–94  | Olympique Marseille | Division 1    | 25        | 6         | 4               | -               |                   |                   | -           | -           | 29      | 6      |  |
| Germania | Germania            | Germania      | League    | League    | DFB-Pokal       | DFB-Pokal       | Other             | Other             | Europe      | Europe      | Total   | Total  |  |
| 1994–95  | Bayer Leverkusen    | Bundesliga    | 30        | 16        |                 |                 |                   |                   |             |             |         |        |  |
| 1995–96  | Bayer Leverkusen    | Bundesliga    | 32        | 10        |                 |                 |                   |                   |             |             |         |        |  |
| Total    | Germania            | Germania      | 343       | 188       |                 |                 |                   |                   |             |             |         |        |  |
| Total    | Italia              | Italia        | 142       | 45        |                 |                 |                   |                   |             |             |         |        |  |
| Total    | Franța              | Franța        | 58        | 24        |                 |                 |                   |                   |             |             |         |        |  |
| Total    | Total               | Total         | 543       | 257       |                 |                 |                   |                   |             |             |         |        |  |

### Statistici internaționale

#### Echipa națională
| Germany national team | Germany national team | Germany national team |
| An                    | Meciuri               | Goluri                |
| --------------------- | --------------------- | --------------------- |
| 1982                  | 1                     | 0                     |
| 1983                  | 10                    | 7                     |
| 1984                  | 10                    | 4                     |
| 1985                  | 8                     | 4                     |
| 1986                  | 10                    | 7                     |
| 1987                  | 6                     | 3                     |
| 1988                  | 10                    | 4                     |
| 1989                  | 5                     | 3                     |
| 1990                  | 13                    | 8                     |
| 1991                  | 6                     | 2                     |
| 1992                  | 6                     | 2                     |
| 1993                  | 0                     | 0                     |
| 1994                  | 5                     | 3                     |
| Total                 | 90                    | 47                    |

#### Goluri internaționale
| #  | Data               | Stadion                                              | Oponent               | Scor | Rezultat | Competiție                     |
| -- | ------------------ | ---------------------------------------------------- | --------------------- | ---- | -------- | ------------------------------ |
| 1  | 30 martie 1983     | Qemal Stafa Stadium, Tirana, Albania                 | Albania               | 1–0  | 2–1      | UEFA Euro 1984 qualifying      |
| 2  | 7 septembrie 1983  | Népstadion, Budapesta, Ungaria                       | Ungaria               | 1–1  | 1–1      | Amical                         |
| 3  | 5 octombrie 1983   | Parkstadion, Gelsenkirchen, Germania                 | Austria               | 2–0  | 3–0      | UEFA Euro 1984 qualifying      |
| 4  | 5 octombrie 1983   | Parkstadion, Gelsenkirchen, Germania                 | Austria               | 3–0  | 3–0      | UEFA Euro 1984 qualifying      |
| 5  | 26 octombrie 1983  | Stadionul Olimpic, Berlin, Germania                  | Turcia                | 1–0  | 5–1      | UEFA Euro 1984 qualifying      |
| 6  | 26 octombrie 1983  | Stadionul Olimpic, Berlin, Germania                  | Turcia                | 3–0  | 5–1      | UEFA Euro 1984 qualifying      |
| 7  | 15 februarie 1984  | Spartak Stadium, Varna, Bulgaria                     | Bulgaria              | 2–0  | 3–2      | Amical                         |
| 8  | 29 februarie 1984  | Stadionul Heysel, Bruxelles, Belgia                  | Belgia                | 1–0  | 1–0      | Amical                         |
| 9  | 28 martie 1984     | Niedersachsenstadion, Hannover, Germania             | Uniunea Sovietică     | 1–1  | 2–1      | Amical                         |
| 10 | 17 iunie 1984      | Stade Félix-Bollaert, Lens, Franța                   | România               | 1–0  | 2–1      | UEFA Euro 1984                 |
| 11 | 17 iunie 1984      | Stade Félix-Bollaert, Lens, Franța                   | România               | 2–1  | 2–1      | UEFA Euro 1984                 |
| 12 | 24 februarie 1985  | Estádio da Luz, Lisabona, Portugalia                 | Portugalia            | 2–0  | 2–1      | FIFA World Cup 1986 qualifying |
| 13 | 17 aprilie 1985    | Rosenaustadion, Augsburg, Germania                   | Bulgaria              | 1–0  | 4–1      | Amical                         |
| 14 | 17 aprilie 1985    | Rosenaustadion, Augsburg, Germania                   | Bulgaria              | 4–1  | 4–1      | Amical                         |
| 15 | 25 septembrie 1985 | Råsunda Stadium, Stockholm, Suedia                   | Suedia                | 1–0  | 2–2      | FIFA World Cup 1986 qualifying |
| 16 | 11 mai 1986        | Ruhrstadion, Bochum, Germania                        | Iugoslavia            | 1–1  | 1–1      | Amical                         |
| 17 | 14 mai 1986        | Westfalenstadion, Dortmund, Germania                 | Țările de Jos         | 1–0  | 3–1      | Amical                         |
| 18 | 14 mai 1986        | Westfalenstadion, Dortmund, Germania                 | Țările de Jos         | 2–0  | 3–1      | Amical                         |
| 19 | 8 iunie 1986       | Estadio La Corregidora, Santiago de Querétaro, Mexic | Scoția                | 1–1  | 2–1      | Campionatul Mondial 1986       |
| 20 | 25 iunie 1986      | Estadio Jalisco, Guadalajara, Mexic                  | Franța                | 2–0  | 2–0      | Campionatul Mondial 1986       |
| 21 | 29 iunie 1986      | Estadio Azteca, Mexico City, Mexic                   | Argentina             | 2–2  | 2–3      | Campionatul Mondial 1986       |
| 22 | 29 octombrie 1986  | Stadionul Prater, Viena, Austria                     | Austria               | 1–1  | 1–4      | Amical                         |
| 23 | 12 august 1987     | Stadionul Olimpic, Berlin, Germania                  | Franța                | 1–0  | 2–1      | Amical                         |
| 24 | 12 august 1987     | Stadionul Olimpic, Berlin, Germania                  | Franța                | 2–0  | 2–1      | Amical                         |
| 25 | 23 septembrie 1987 | Volksparkstadion, Hamburg, Germania                  | Danemarca             | 1–0  | 1–0      | Amical                         |
| 26 | 17 iunie 1988      | Stadionul Olimpic, München, Germania                 | Spania                | 1–0  | 2–0      | UEFA Euro 1988                 |
| 27 | 17 iunie 1988      | Stadionul Olimpic, München, Germania                 | Spania                | 2–0  | 2–0      | UEFA Euro 1988                 |
| 28 | 31 august 1988     | Stadionul Olimpic, Helsinki, Finlanda                | Finlanda              | 1–0  | 4–0      | FIFA World Cup 1990 qualifying |
| 29 | 31 august 1988     | Stadionul Olimpic, Helsinki, Finlanda                | Finlanda              | 2–0  | 4–0      | FIFA World Cup 1990 qualifying |
| 30 | 22 martie 1989     | Stadionul Național Vasil Levski, Sofia, Bulgaria     | Bulgaria              | 1–1  | 2–1      | Amical                         |
| 31 | 4 octombrie 1989   | Westfalenstadion, Dortmund, Germania                 | Finlanda              | 4–0  | 6–1      | FIFA World Cup 1990 qualifying |
| 32 | 15 noiembrie 1989  | Müngersdorfer Stadion, Köln, Germania                | Țara Galilor          | 1–1  | 2–1      | FIFA World Cup 1990 qualifying |
| 33 | 25 aprilie 1990    | Neckarstadion, Stuttgart, Germania                   | Uruguay               | 2–1  | 3–3      | Amical                         |
| 34 | 30 mai 1990        | Parkstadion, Gelsenkirchen, Germania                 | Danemarca             | 1–0  | 1–0      | Amical                         |
| 35 | 10 iunie 1990      | Stadionul Giuseppe Meazza, Milano, Italia            | Iugoslavia            | 4–1  | 4–1      | Campionatul Mondial 1990       |
| 36 | 15 iunie 1990      | Stadionul Giuseppe Meazza, Milano, Italia            | Emiratele Arabe Unite | 1–0  | 5–1      | Campionatul Mondial 1990       |
| 37 | 15 iunie 1990      | Stadionul Giuseppe Meazza, Milano, Italia            | Emiratele Arabe Unite | 5–1  | 5–1      | Campionatul Mondial 1990       |
| 38 | 10 octombrie 1990  | Råsunda Stadium, Stockholm, Suedia                   | Suedia                | 2–0  | 3–1      | Amical                         |
| 39 | 31 octombrie 1990  | Stade Josy Barthel, Luxemburg, Luxemburg             | Luxemburg             | 3–0  | 3–2      | UEFA Euro 1992 qualifying      |
| 40 | 19 decembrie 1990  | Neckarstadion, Stuttgart, Germania                   | Elveția               | 1–0  | 4–0      | Amical                         |
| 41 | 16 octombrie 1991  | Frankenstadion, Nürnberg, Germania                   | Țara Galilor          | 2–0  | 4–1      | UEFA Euro 1992 qualifying      |
| 42 | 20 noiembrie 1991  | Stadionul Regele Baudouin, Bruxelles, Belgia         | Belgia                | 1–0  | 1–0      | UEFA Euro 1992 qualifying      |
| 43 | 30 mai 1992        | Parkstadion, Gelsenkirchen, Germania                 | Turcia                | 1–0  | 1–0      | Amical                         |
| 44 | 14 octombrie 1992  | Rudolf-Harbig-Stadion, Dresden, Germania             | Mexic                 | 1–0  | 1–1      | Amical                         |
| 45 | 8 iunie 1994       | Varsity Stadium, Toronto, Canada                     | Canada                | 2–0  | 2–0      | Amical                         |
| 46 | 2 iulie 1994       | Soldier Field, Chicago, SUA                          | Belgia                | 1–0  | 3–2      | Campionatul Mondial 1994       |
| 47 | 2 iulie 1994       | Soldier Field, Chicago, SUA                          | Belgia                | 3–1  | 3–2      | Campionatul Mondial 1994       |

### Statistici antrenorat
La 8 mai 2012.
| Echipa           | Început            | Sfârșit            | Record | Record | Record | Record | Record | Record |
| Echipa           | Început            | Sfârșit            | G      | W      | D      | L      | Win %  |        |
| ---------------- | ------------------ | ------------------ | ------ | ------ | ------ | ------ | ------ | ------ |
| Germania         | 2 iulie 2000       | 24 iunie 2004      | 53     | 29     | 11     | 13     | 54,72  |        |
| Bayer Leverkusen | 21 octombrie 2000  | 13 noiembrie 2000  | 6      | 4      | 2      | 0      | 66,67  |        |
| A.S. Roma        | 30 august 2004     | 26 septembrie 2004 | 5      | 1      | 1      | 3      | 20     |        |
| Bayer Leverkusen | 16 septembrie 2005 | 9 octombrie 2005   | 5      | 2      | 1      | 2      | 40     |        |
| Total            | Total              | Total              | 69     | 36     | 15     | 18     | 52,17  |        |

### Sporting Director career statistics
La 8 mai 2012.
| Team             | From             | To            | Record | Record | Record | Record | Record | Record |
| Team             | From             | To            | G      | W      | D      | L      | Win %  |        |
| ---------------- | ---------------- | ------------- | ------ | ------ | ------ | ------ | ------ | ------ |
| Bayer Leverkusen | 1 iulie 1996     | 30 iunie 2000 | 171    | 86     | 53     | 32     | 50,29  |        |
| Bayer Leverkusen | 18 ianuarie 2005 | Present       | 322    | 147    | 75     | 100    | 45,65  |        |
| Total            | Total            | Total         | 493    | 233    | 128    | 132    | 47,26  |        |

## Palmares

### Ca jucător
- Campionatul Mondial de Fotbal: 1990;

Finalist: 1986
- Coppa Italia: 1991
- UEFA Champions League: 1992–93
- Cupa UEFA: Finalist 1991
- Campionatul European de Fotbal: Finalist 1992

### Ca antrenor
- Campionatul Mondial de Fotbal: Finalist 2002